# Comuna Dîvne, Novotroiițke
Dîvne (în ucraineană Дивне) este o comună în raionul Novotroiițke, regiunea Herson, Ucraina, formată din satele Dîvne (reședința), Lîhodidivka, Popelak și Svîrîdonivka.

## Demografie
Componența lingvistică a comunei Dîvne
     Ucraineană (87,51%)
     Rusă (8,98%)
     Alte limbi (0,81%)
Conform recensământului din 2001, majoritatea populației comunei Dîvne era vorbitoare de ucraineană (87,51%), existând în minoritate și vorbitori de rusă (8,98%).